# Pitnus longicornis
Pitnus longicornis is een keversoort uit de familie klopkevers (Ptinidae). De wetenschappelijke naam van de soort werd in 1992 gepubliceerd door Xavier Bellés.